# WB Games Boston
WB Games Boston (dawniej Turbine, Inc., Turbine Entertainment Software, Second Nature, a początkowo CyberSpace, Inc.) – firma z Needham w stanie Massachusetts, która jest producentem gier komputerowych oraz pionierem w grach MMORPG. Została założona przez Johna Monsarrata, Jeremiego Gaffneya, Kevina Langevina i Timothiego Millera.
20 kwietnia 2010 roku spółka Turbine została przejęta przez Warner Bros. W listopadzie 2018 roku studio ogłosiło, że zmieni nazwę na WB Games Boston.

## Wydane gry
- Asheron's Call (2 listopada 1999) - wydane przez Microsoft, odkupione od Microsoftu w grudniu 2003. główny projektant, Toby Ragaini
- Asheron's Call: Dark Majesty (1 listopada 2001)
- Asheron's Call: Throne of Destiny (18 lipca 2005)
- Asheron's Call 2: Fallen Kings (22 listopada 2002) - wydane przez Microsoft, i wyłączona w grudniu 2005. Dyrektor kreatywny, Jason Booth.
- Asheron's Call 2: Legions (4 maja 2005)
- Dungeons & Dragons Online (28 lutego 2006) - wydane przez Atari.
- The Lord of the Rings Online: Shadows of Angmar (24 kwietnia 2007) - współwydane z Midway Games w US, Codemasters w Europie, Tecmo w Japonii, i CDC Games w Chinach. Dyrektor projektu, Cardell Kerr. Producent wykonawczy, Jeffrey Steefel
- The Lord of the Rings Online: Mines of Moria (18 listopada 2008)
- The Lord of the Rings Online: Siege of Mirkwood (1 grudnia 2009)
- The Lord of the Rings Online: Rise of Isengard (2011)
- The Lord of the Rings Online: Riders of Rohan (2012)
- Infinite Crisis (2013)